# Kiemenreuse

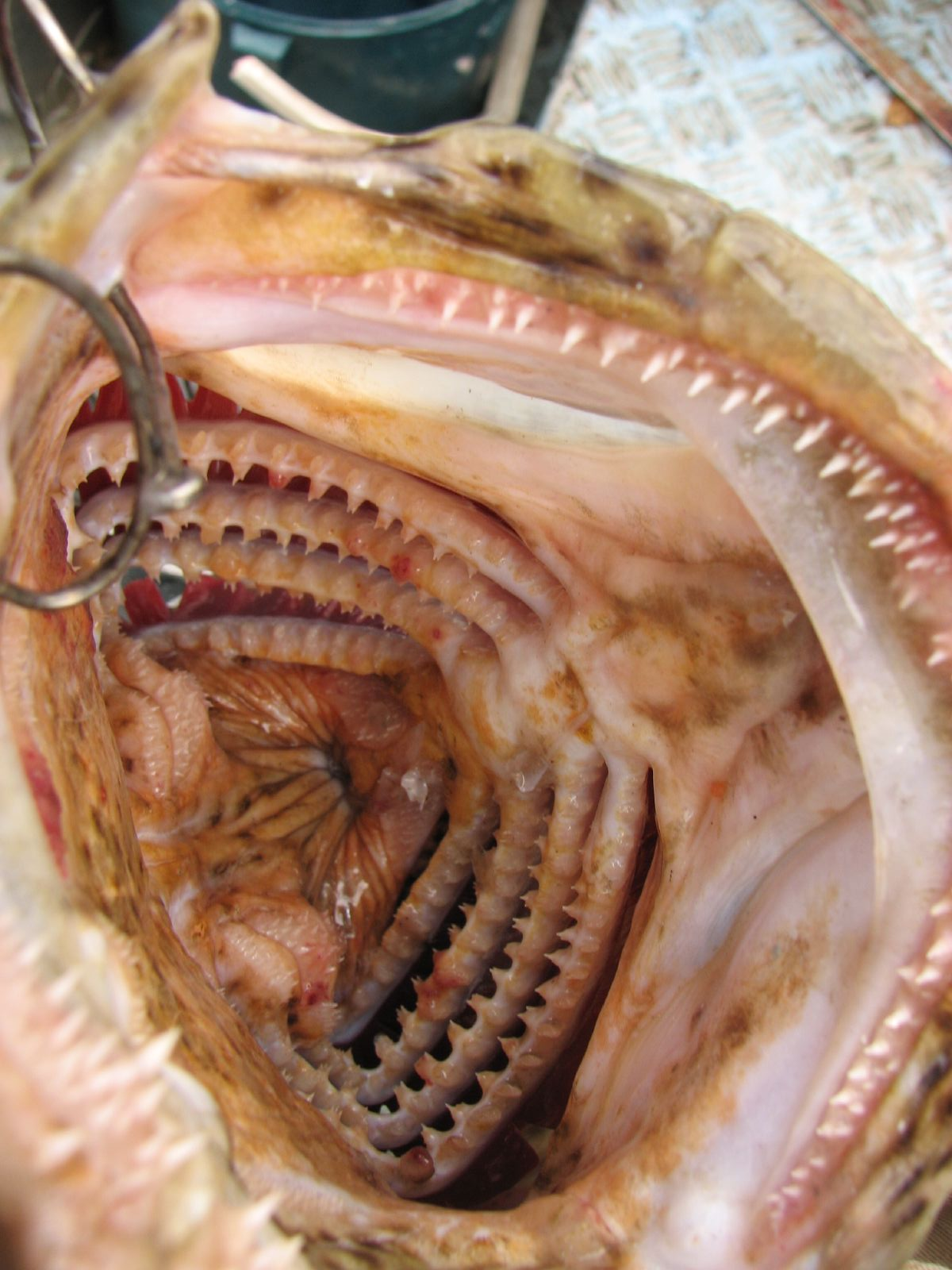
Schlund mit Kiemenreuse eines Orangegefleckten Zackenbarsches (Epinephelus coioides)

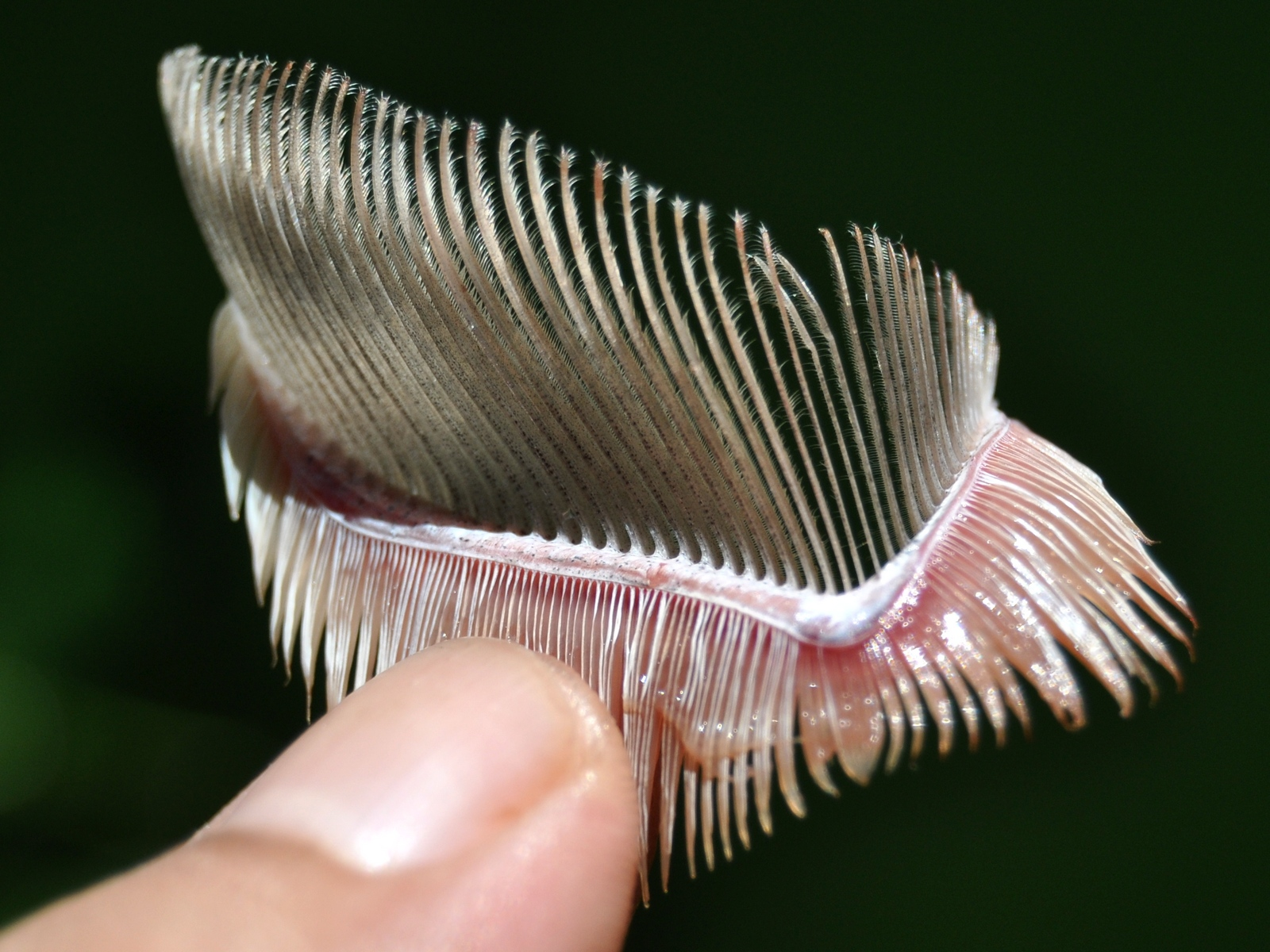
Branchiospinen einer Indischen Makrele (Rastrelliger kanagurta)

Die Kiemenreuse der Fische ist ein Organsystem aus bezahnten Fortsätzen auf der Schlundseite der Kiemenbögen, das dazu dient, Nahrung und Atemwasser voneinander zu trennen. Diese Fortsätze werden als Branchiospinen (Reusendornen, Kiemenreusendornen oder Kiemenrechen) bezeichnet, die jeweils auf den Kiemenbögen zu Serien angeordneten Spinen heißen Branchioctenien (Kämme).
Bei Wirbeltieren und ihren Vorfahren, deren vorsilurische Formen nur sehr ungenügend bekannt sind, besteht ein Pharynx (Kiemendarm), d. h. der Vorderdarm hat im Anschluss an die Mundhöhle spaltenförmige Durchbrüche (auch durch die Körperhaut) nach außen, wodurch es möglich ist Plankton als Nahrung abzufiltern und gleich zu schlucken (siehe auch Lanzettfischchen, Manteltiere). Sobald die Vorfahren der Wirbeltiere einige Millimeter groß waren und ihnen Hautatmung nicht mehr ausreichte, bot sich der Kiemendarm als zusätzliches Atemorgan an. Dazu bedarf es aber eines entsprechend funktionierenden Blutgefäß-Systems – das Herz entstand in einer Lage knapp „vor“ diesem Pharynx.
Alle Wasser atmenden Kiefermäuler haben an der Innenseite der Kiemenbögen bezahnte Fortsätze, um Nahrung und Atemwasser voneinander zu trennen. Bei Fischen, die große, aber tote Beute verschlingen, kann die Reuse bis auf Spuren rückgebildet sein (das gilt auch für Raubfische wie etwa die Barrakudas, die ihre Beute vor dem Verschlingen töten), sonst ist sie stets notwendig, etwa um lebende Beute daran zu hindern, durch die Kiemenspalten zu entkommen.
Die dichteste Reuse haben naturgemäß Planktonfiltrierer (u. a. Riesenhai, Walhai, Riesenmaulhai, Manta, Löffelstör, Heringe, Sardellen, Renken, Cyclothone microdon, Indische Makrele). Ein großes Maul weist bei solchen Fischen dann darauf hin, dass sie gegebenenfalls zum „Staufiltern“ (engl. ram feeding) übergehen können (z. B. Indische Makrele).
Die Reuse besteht aus steif-bindegewebigen, knorpeligen oder knöchernen, oft beweglichen Fortsätzen der Kiemenbögen verschiedener Größe, Form und Anordnung (auch verzweigt) – je eine Reihe am Vorder- und am Hinterrand der Spalte. Durch ihre Verschränkung stabilisieren die Reusenstrahlen auch den Kiemendarm. Sie sind stets so positioniert, dass die Spalten nicht verstopfen (Querstromfiltration): die Nahrungspartikel gleiten ab und werden zum Oesophagus hin „geschwemmt“, wo sie von den Schlundzähnen gepackt, oft auch zerkleinert werden (vor allem bei Karpfenartigen). Die Spalte zwischen 4. und 5. Bogen ist dazu oft schon (bindegewebig) verschlossen. Nur ganz selten stehen Spinen am Hyoidbogen, dafür sind die vorderen am ersten Kiemenbogen oft verlängert.
Bei den niederen Echten Knochenfischen (Teleostei) mit Mikrophagie (Fressen von Kleinstlebewesen) wird die Kiemenreuse funktionell meist ergänzt durch das paarige Epibranchialorgan (am oberen Hinterende des Pharynx): es produziert Schleim, an dem Kleinlebewesen festkleben, um leichter verschluckt zu werden. Meist reichen Branchiospinen in dieses Organ hinein, so dass die Nahrungspartikel z. T. zerrieben werden können, wohl um sie „geschmacklich zu beurteilen“. Siehe dazu: Heterotis niloticus, Echte Heringe, Sardellen, Argentinidae, Alepocephalus rostratus, Coregonus, Gonorynchus und Citharinidae. Höhere Teleostei mit Plankton- bzw. Detritus-Ernährung haben analoge schleimproduzierende Hautorgane im Kiemendarm, z. B. die Mugilidae.